# Alien (fictief wezen)
De Alien (soms ook Xenomorph genoemd) is een fictief parasitair buitenaards wezen, dat voorkomt in zes films van 20th Century Fox. Daarnaast komt het wezen in een groot aantal andere media voor, zoals stripboeken, romans en videospellen. Het wezen maakte zijn debuut in de film Alien uit 1979.
De Alien kent verschillende gedaantes, waarin de films en andere media vaak op wordt gevarieerd. Ze zijn wel in elke film uitermate agressief en niet bijster slim, met uitzondering van de film Alien: Resurrection. De Aliens hebben een leefstijl gelijk aan die van mieren en wespen; zo kunnen alleen speciale Aliens genaamd Koninginnen zich voortplanten, en ondergaan jonge Aliens een aantal gedaanteveranderingen alvorens hun volwassen vorm te bereiken. Voor het voortplanten maken de Aliens gebruik van een gastlichaam.
De Alien is ontworpen door de Zwitserse artiest Hans Rüdi Giger.

## Naam
Het wezen heeft geen specifieke naam. In de films wordt enkel gesproken over “The Alien”, wat Engels is voor “het buitenaardse wezen”. Ook monster en wezen worden soms gebruikt in de film. Het woord xenomorph (xenomorf, een 'vreemde vorm') werd in de film Aliens gebruikt om het wezen te omschrijven, en is sindsdien geaccepteerd door fans als een tweede naam voor het wezen.

## Uiterlijk

### Volwassen vorm
In hun volwassen vorm zijn de Aliens vaak monsterlijke wezens die zich meestal voortbewegen op twee benen. Ze hebben een biomechanisch uiterlijk. Hun lichaam bestaat uit een exoskelet met op de rug lange uitsteeksels. Hun kop heeft een lange, cilinderachtige schedel, die achteraan een heel stuk doorloopt. Vooraan zit een mond die vrijwel de hele voorkant van het gezicht bedekt. Deze is gevuld met scherpe tanden. Binnen in hun kaken zit een tweede set tanden, die via een soort tong uit de mond naar buiten kunnen schieten. Ze hebben geen zichtbare ogen. De grootte van de Alien verschilt in wat voor gastheer het in is geboren.
Aliens hebben mesvormige staarten. In de eerste film leek deze nog op de staart van een schorpioen, maar in latere films is het een groter wapen.
Aliens kunnen met hoge snelheid rennen, tegen muren opkruipen, en beschikken over enorme fysieke kracht.
Het uiterlijk van een volwassen Alien kan veranderen aan de hand van het wezen dat hij als gastlichaam gebruikt om te worden geboren. Aliens geboren uit mensen hebben onder andere armen met vingers of vingervormige uitsteeksels. In de film Alien 3 ontstaat een alien uit een hond. Deze Alien beweegt zich om die reden voort op vier poten. In de film Aliens vs. Predator: Requiem ontstaat een Alien uit een Predator, en vertoont daarom ook kenmerken van dat wezen.
Een speciale versie van de Alien is de koningin. Deze is beduidend groter dan de andere Aliens; ongeveer 4,5 meter. Ook is hun lichaamsstructuur wat anders. Zo hebben ze twee paar armen. Verder is een koningin slimmer en kan ze commando's geven aan Aliens lager dan haar rang.

### Voorgaande vormen

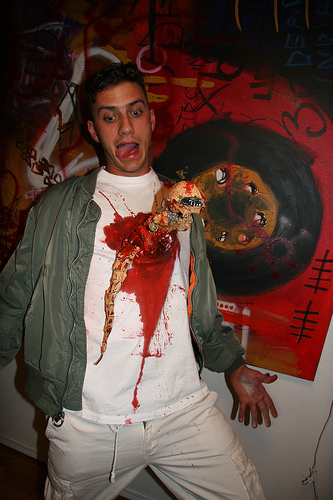
Een chestburster als halloweenkostuum

EiAlle Aliens beginnen hun leven als een ei, gelegd door een Alienkoningin. Deze eieren hebben een lederachtig uiterlijk. Ze komen pas uit wanneer een goed gastlichaam het ei benadert.
FacehuggerUit een ei komt een klein parasitair wezen (lijkend op een krab) genaamd een Facehugger (letterlijk “gezichtsomhelzer”). Deze bewegen zich kruipend voort via acht poten die veel op de vingers van een mens lijken. Ze hebben geen gezichtskenmerken zoals ogen of een mond. Hun enige doel is contact maken met een gastlichaam, en dit infecteren met een embryo. Bij mensen zuigen ze zich hiervoor vast aan het gezicht; vandaar hun naam. Nadat een embryo is geplaatst, laat de facehugger los, kruipt weg van het gastlichaam, en sterft. Het gastlichaam houdt geen zichtbare gevolgen over aan de ontmoeting met een facehugger, totdat het embryo is volgroeid.
ChestbursterHet embryo dat door een facehugger wordt aangebracht, groeit in het gastlichaam uit tot een nieuw wezen. Dit wezen kopieert onder andere het DNA van het gastlichaam om te groeien en zich aan te passen. Na 1 tot 24 uur is het wezen klaar om het gastlichaam te verlaten. Hiervoor breekt het zich een weg naar buiten door het gastlichaam heen. In de eerste film ontsnapt de Alien zo uit de torso van de astronaut Kane (gespeeld door John Hurt). Vandaar de naam Chestburster (borstbreker). Na uit het gastlichaam te zijn ontsnapt, is de chestburster nog maar 30 centimeter groot. Binnen enkele uren kan hij echter uitgroeien tot volwassen formaat.

### Alternatieve gedaantes
De aliengedaantes zoals boven omschreven worden in de films gezien, maar in andere media kent het wezen een nog groter aantal alternatieve vormen. In de strips over Alien zijn onder andere gedaantes terug te vinden die kunnen vliegen of zwemmen.

## Gedrag
Aliens zijn eusociale wezens met een duidelijk kastenstelsel. Binnen de films is de koningin de hoogste rang binnen deze kaste, maar in andere media komen gedaantes voor die nog hoger in rang staan zoals de Empress en Alien Mother.
Aliens zijn in staat om te leren door te observeren, en kunnen problemen oplossen. Zo is in de films te zien hoe ze in staat zijn de machines in verschillende ruimteschepen te leren beheersen op in elk geval basisniveau.
Aliens communiceren via gesis en gekrijs.

## Ontwerp
De Alien zoals te zien was in de eerste film, werd ontworpen door Giger. Hij ontwierp alle levensfasen van de Alien. Het idee voor het wezen kwam van Dan O'Bannon en Ronald Shusett. Zij bedachten onder meer het concept dat de Alien zich voort zou planten via gastlichamen.
In de eerste film werd de Alien zowel gespeeld door een acteur in een pak als door een animatronic. Het animatronische hoofd bestond uit 900 bewegende onderdelen. Dit hoofd was ontworpen door Carlo Rambaldi. In latere films wordt de Alien ook deels door computeranimatie neergezet. De verbetering van de filmtechnieken hebben er onder andere toe bijgedragen dat de producers van de films meer konden variëren met het uiterlijk van de Alien.

## Culturele impact
De Alien is uitgegroeid tot een cultureel icoon, en een van de bekendste filmmonsters. In 2003 werd de Alien verkozen als 14e in de lijst van meest memorabele filmschurken, opgesteld door de American Film Institute.
Behalve in de zes films, komen de Aliens ook voor in veel andere werken en cross-overs. Zo zijn ze te vinden in stripverhalen, boeken, en cross-overs met personages als Terminator, Judge Dredd, Green Lantern, Batman, en Superman. De grootste van deze crossovers is het Alien vs. Predator-franchise.
De Alien was ook te zien in een scène van Family Guy en South Park.